# 普仁街

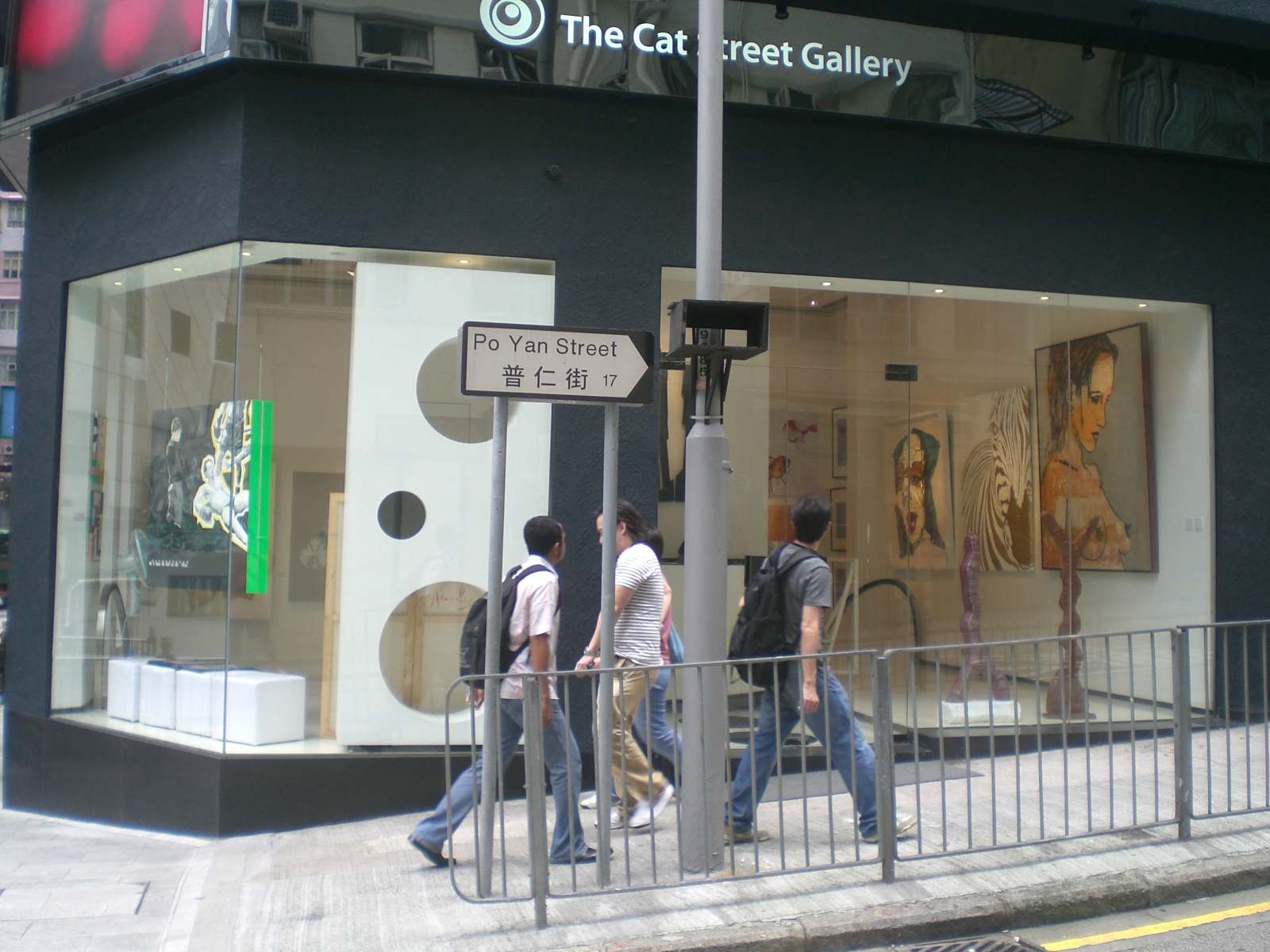
位於普仁街的畫廊

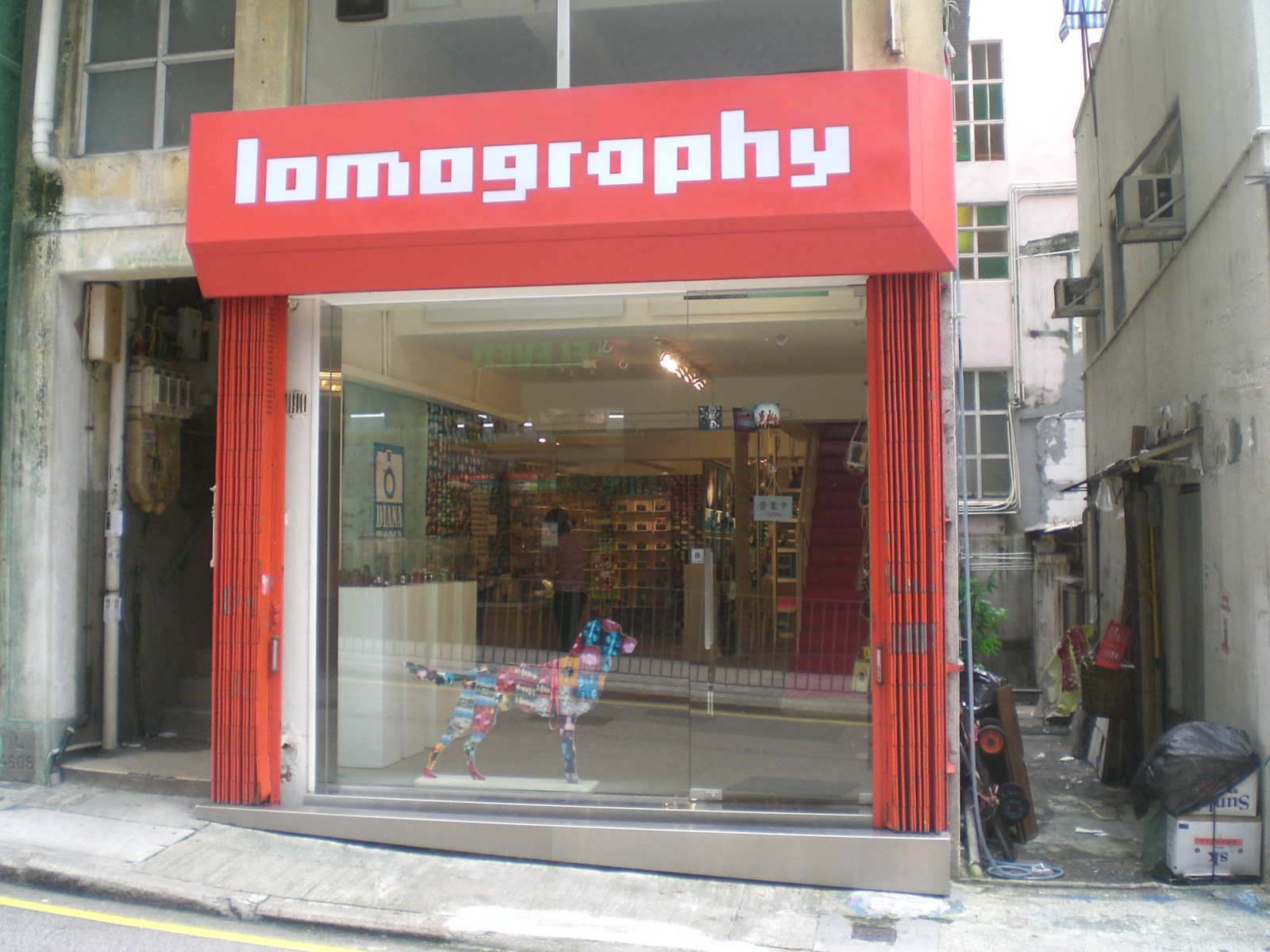
位於普仁街的相機店(已經結業)

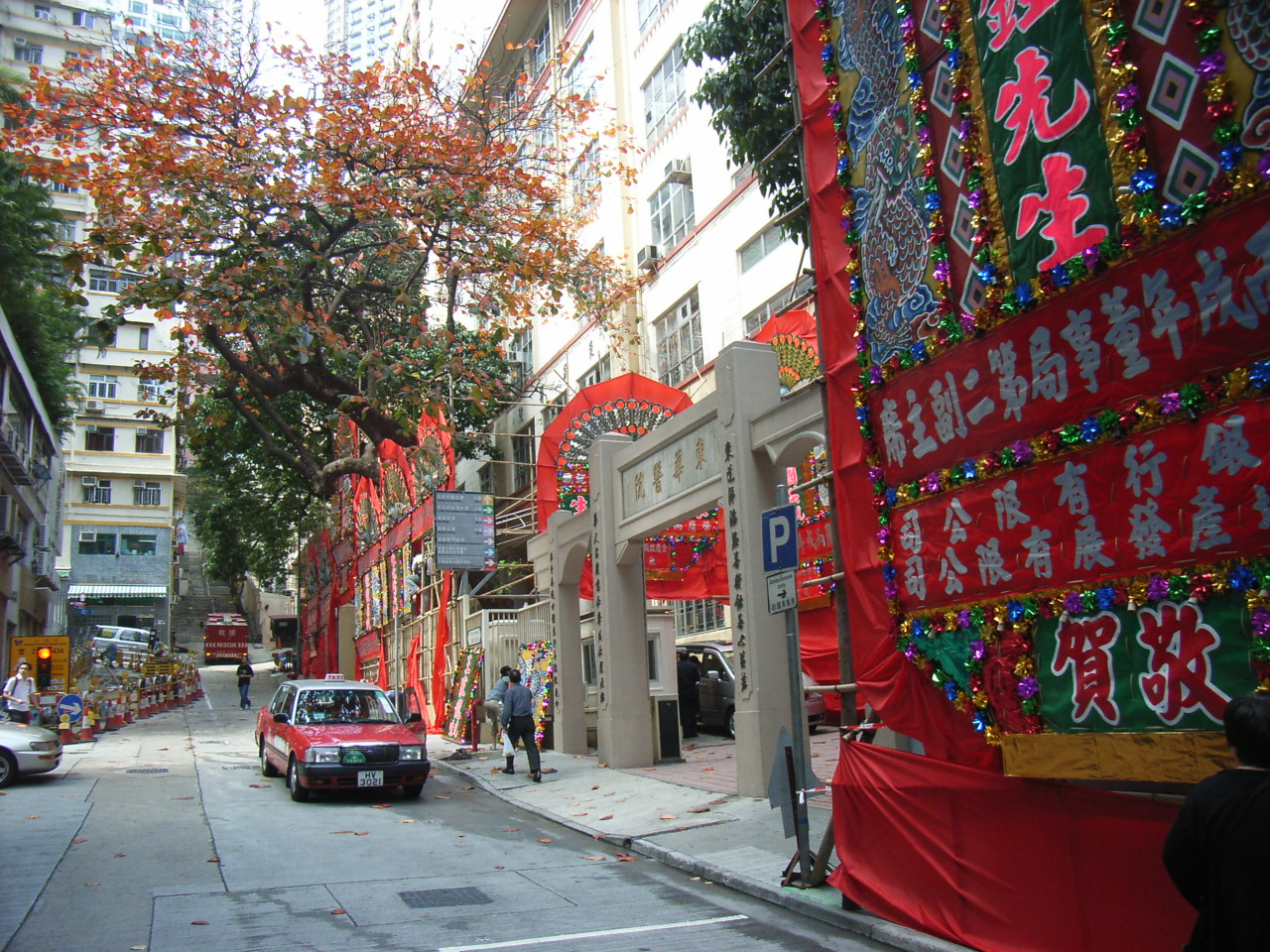
普仁街東華醫院外 (2006年)

普仁街（英語：Po Yan Street）是香港上環的一條街道，可雙向行車。普仁街前稱墳墓街、聖士提反街（St. Stephen Street），於1869年改為現稱。起始於荷李活道，盡頭連接醫院道。普仁街是為東華醫院和保良局的發源地，其中東華醫院院址於1870年落成，保良局初成立時，亦於普仁街東華醫院作辦公場所。此外，普仁街曾經建有戲院、露宿者庇護所、難民營等設施，香港政府亦多次於街道一帶興建下水道設施。自2000年代起，普仁街出現傢俬店、古董店、藝廊等高檔店舖，東華三院的服務單位也座落於普仁街部分建築當中。

## 地名
普仁街在1869年前名為「墳墓街」，得名於街道旁安葬華人的墓地。此外，普仁街之前亦名為「聖士提反街」。

## 歷史
清朝末年，中國大陸政局不穩，故不少華人來港謀生，或經香港出洋。當時衛生條件相當惡劣，而且疫症肆虐，再加上大部分華人亦不信任西醫，以致死亡率相當高。普仁街旁邊的山坡因此成為華人主要葬地。此外，普仁街一帶亦有一間名為「聖士提反堂」的教堂，該教堂於1866年落成，1888年左右拆卸。
除此之外，同慶戲院於1868年落成，建於普仁街。戲院以磚木建成，樓高兩層，提供四個等級，共200至300個座位。同慶戲院於1890年代改為重慶戲院，至1912年拆卸。此外，昇平戲院亦建於普仁街和太平山街交界。
普仁街是東華三院的發源地，也是在香港第一間由華人創辦的醫院原址。東華醫院創立於1870年，由港督麥當奴爵士按《倡建東華醫院總例》，批出普仁街一個地段及贊助11萬5千元，再由華人集資餘額建成東華醫院，東華醫院成立後，為華人提供中醫服務。東華醫院最初是一座2層高的建築，以木材建成；1934年，大樓重建為6層高的建築，建築由建築師約翰·卡爾·克拉克（John Carr Clark）設計。 保良局初成立時，亦於普仁街東華醫院的「平安」和「福壽」樓作為辦公場所。之後政府於1891年將普仁街一個地段撥給保良局作興建局址之用。1932年，保良局位於普仁街局址不敷應用，故搬遷至禮頓道現址。
1880年代，政府曾多次銳意整頓普仁街一帶的衛生狀況。1882年，英國殖民地部派出的衞生專員查維克（Osbert Chadwick）欲於普仁街和磅巷一帶興建下水道系統，而1884年香港政府亦有同樣構思。
1930年代，普仁街建有一個露宿者庇護所，東華醫院也在戰後於該地興建難民營。1964年，普仁街2號一座樓高4層的木製樓宇倒塌，造成3人死亡，包括一位孕婦；另外有2名婦女被活埋。事後，工務司署封閉樓宇一帶以方便消防人員進行搜索工作。《工商晚報》社評認為建築監管制度不善以及樓宇結構老化是意外主因；《工商晚報》另一篇社評則認為政府部門若發現樓宇結構出現問題，應當立刻封閉樓宇以進行維修；而居民亦應立刻通知政府。

## 走線
普仁街的走線曾有多次轉變。1887年，普仁街起點為鋤斷山街（Gap Street，已併入荷李活道）。1906年，普仁街起點為荷李活道222號，終點為律打街。1979年，介乎新街與荷李活道的一段普仁街改為雙程行車。現時普仁街起點位於荷里活道，終點位於醫院道，並與新街、普慶坊、普義街等街道交匯。 醫院道和普仁街由一條樓梯連接，該樓梯途徑醫院員工宿舍及殮房，附近居民亦取道上落。

## 現況
自2000年代起，普仁街出現傢俬店、古董店、藝廊等高檔店舖。普仁街部分物業也有東華三院的服務單位，例如東暉花園1樓被用作東華醫院中醫普通科門診部，而世銀花苑1至4樓是為由東華三院開設的許莫德瑜護理安老院。除此之外，普仁街亦於2011年被香港醫學博物館納入太平山醫學史蹟徑之中，旨在令公眾了解香港醫療發展的歷史。
普仁街一帶長期出現違例泊車問題，星期六、日及公眾假期尤其嚴重。2013年，運輸署曾經將普仁街暫時劃為限制區，禁止所有機動車輛司機在限制區內上落乘客或起卸貨物。 中西區區議會曾經於2018年向警務處反映相關情況。警務處表示中區警區警務人員會不定時在該處指揮交通及進行執行交通執法行動。

## 鄰近
- 荷李活道
- 廣福義祠
- 卜公花園
- 荷李活道公園
- 太平山街
- 普慶坊